# The Host (The X-Files)
«The Host» es el segundo episodio de la segunda temporada de la serie de televisión de ciencia ficción The X-Files. Se estrenó en la cadena Fox el 23 de septiembre de 1994. Fue escrito por Chris Carter, dirigido por Daniel Sackheim y contó con la aparición especial de Darin Morgan. El episodio es una historia del «monstruo de la semana», desconectada de la mitología más amplia de la serie. «The Host» obtuvo una calificación Nielsen de 9,8, siendo visto por 9,3 millones de hogares en su transmisión inicial. El episodio recibió críticas positivas, elogiando lo escalofriante del villano.
El programa se centra en los agentes especiales del FBI Fox Mulder (David Duchovny) y Dana Scully (Gillian Anderson) que trabajan en casos vinculados a lo paranormal, llamado expedientes X. En el episodio, Mulder y Scully investigan un cuerpo encontrado en las aguas residuales después de ser reasignados a diferentes departamentos. Su investigación da como resultado el descubrimiento de un extraño hombre parecido a una duela, producto del desastre de Chernóbil, que pronto se desata en las alcantarillas de Nueva Jersey.
El creador de la serie Chris Carter afirmó haberse inspirado para escribir el episodio basado en tres incidentes; su perro infectado por gusanos, sus lecturas sobre Chernobyl y la extinción de especies durante la década de 1990. El personaje del Flukeman fue interpretado por Darin Morgan, hermano del productor ejecutivo Glen Morgan. Darin Morgan se convertiría en un escritor del programa más adelante en la segunda temporada .Además, «The Host» también presentó el personaje de X, el sucesor del ex informante del sindicato de Mulder Garganta Profunda.

## Argumento
En un carguero ruso frente a la costa de Nueva Jersey, un tripulante que intenta arreglar los baños del barco es arrastrado al sistema séptico. Su cuerpo a medio comer aparece en las alcantarillas de Newark días después. A Fox Mulder se le asigna el caso y visita al detective Norman en Newark, y le muestran el cuerpo aún no identificado. Mulder confronta enojado al subdirector Walter Skinner, sintiendo que se le asignó la aparente «persecución del ganso salvaje» como una forma de castigo. Esa noche, Mulder habla con Dana Scully y le dice que está pensando en dejar el FBI. Rechaza la idea de Scully de solicitar una transferencia a Quantico, creyendo que el FBI no quiere que trabajen juntos. Scully realiza la autopsia en el cuerpo del tripulante y encuentra un tatuaje en ruso en su brazo y un gusano dentro de su hígado.
En Newark, un trabajador de la ciudad llamado Craig es sumergido en las alcantarillas, pero su compañero de trabajo lo rescata. Él cree que fue atacado por una pitón. Decide visitar a un médico (con Mulder como observador) y se queja de un sabor extraño en la boca. Una herida anormal de cuatro puntas aparece en su espalda durante un examen médico. Scully luego llama a Mulder y le dice que encontró un parásito en el cuerpo del tripulante y que debería verlo. Mulder poco después recibe otra llamada de un hombre misterioso, diciéndole que tiene un amigo en el FBI. Cuando Scully se reúne con Mulder, le muestra a Mulder el gusano que encontró, cuya boca, aunque mucho más pequeña, coincide con la herida en la espalda de Craig. Esa noche, el trabajador de la ciudad tose una lombriz en su ducha. Mulder visita una planta de procesamiento de aguas residuales y Charlie, un anciano empleado de una empresa de aguas residuales, encuentra un gran humanoide con una boca parecida a la de un gusano.
En Quantico, alguien desliza un artículo de periódico debajo de la puerta de Scully que le permite identificar el cuerpo original como un miembro de la tripulación en un barco ruso. Mulder y Scully se encuentran en la planta de procesamiento y observan al «hombre gusano». Skinner quiere procesar a la criatura y someterla a una evaluación psiquiátrica, lo que Mulder cree que sería difícil. Skinner le cuenta a Mulder sobre la muerte de Craig y admite que esto habría sido un expediente X si todavía hubieran estado abiertos. Mulder plantea su descontento afirmando que con los expedientes X, cierto par de agentes podrían haber salvado una vida. Skinner simplemente responde diciendo que todos reciben órdenes de alguien, lo que implica que la decisión no fue suya y vino de un nivel más alto en la cadena de mando.
Esa noche, los trabajadores pusieron al mutante en la camioneta de un alguacil de los Estados Unidos sin ataduras, pero mata al conductor y escapa a un campamento local. El mutante se esconde en un baño portátil y se succiona al tanque de un camión al día siguiente cuando se vacía el inodoro. Mulder recibe otra llamada telefónica de la misteriosa persona diciéndole que el éxito en su trabajo actual es imperativo para que los expedientes X se restablezcan sin lugar a dudas. Cuando le pregunta a Scully al respecto, ella niega cualquier participación. El mutante vuelve a la planta de procesamiento. Scully cree que el gusano que encontró en el cuerpo es una larva que intenta reproducirse. El mutante se ve en un desbordamiento de drenaje pluvial. Mientras Mulder y un trabajador de la planta de procesamiento investigan, el mutante tira al trabajador bajo el agua. Mulder se dirige y lo salva, aparentemente matando al mutante cerrando una rejilla de alcantarillado sobre él, cortándolo por la mitad.
Scully concluye su investigación, pensando que la criatura fue traída a los Estados Unidos por un carguero ruso que transportaba material de salvamento de Chernóbil, y que la criatura fue creada en una «sopa» de aguas residuales radiactivas. En otra parte, los restos del mutante abren los ojos.

### Continuidad
En la historieta, que sirve de continuación, de 2013 de The X-Files llamada Season 10, dos historias, «Hosts», parte uno y dos, continuaron con la historia de «The Host» casi veinte años después de los eventos de este episodio. Según la historieta, el mutante escapó y viajó a Martha's Vineyard, donde comenzó a multiplicarse, secuestrando a varios bañistas. El mutante y su descendencia fueron muertos casi en su totalidad, sin embargo, por el sheriff local Michael Simmons (quien más tarde les dijo a los agentes en «Hosts, Part 2» que su verdadero nombre era Mikhail Simonov y sirvió como uno de los liquidadores del Ejército Soviético durante el accidente de Chernóbil). Además, «Hosts, Part 2» amplió la historia de fondo del mutante, revelando que era un liquidador soviético llamado Gregory, quien, después de ser encerrado en un camión cisterna de aguas residuales en Chernobyl, se transformó en el mutante original después de estar expuesto a agua de enfriamiento irradiada del Reactor número 4 aún en llamas y gusanos planos en el tanque de aguas residuales.

## Producción

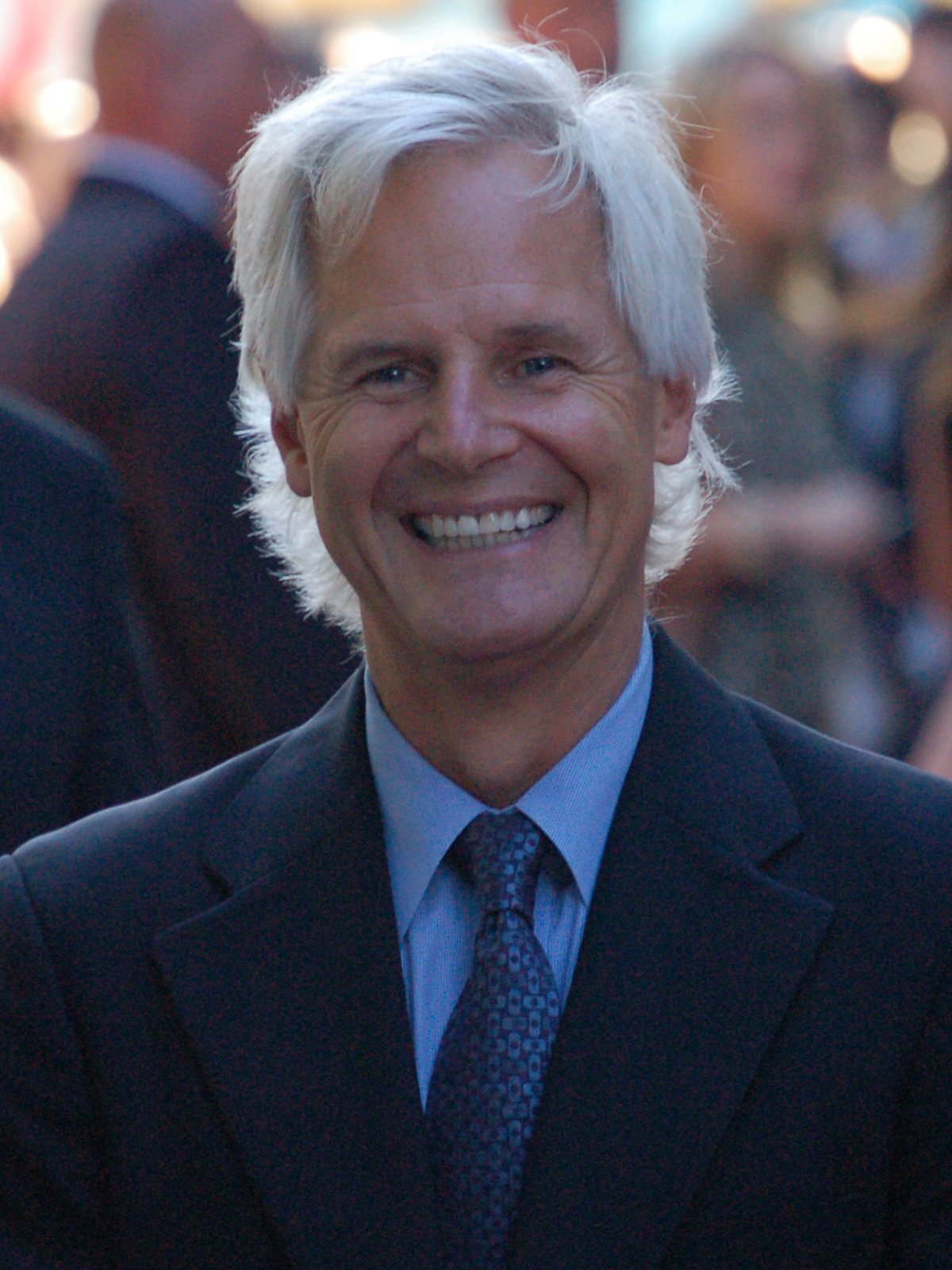
El creador de la serie Chris Carter fue el escritor de «The Host».

### Escritura
Chris Carter afirmó haberse inspirado para escribir el episodio después de que su perro tuviera gusanos, una situación que calificó de «muy repugnante». También había estado leyendo sobre el desastre de Chernóbil y la extinción de especies en ese momento y combinó estos tres conceptos al escribir el episodio. Carter describió su estado de ánimo mientras escribía el episodio: «Estaba deprimido cuando escribí ese episodio. Regresábamos de una pausa y estaba tratando de encontrar algo más interesante que solo el Flukeman. Estaba irritado en ese momento y traje mi irritación por la actitud de Mulder. Básicamente, se había hartado del FBI. Le habían dado lo que él sentía que era una asignación baja, que lo enviaba a la ciudad en busca de un cadáver. Pero he aquí, descubre que este es un caso que para todos los efectos es un archivo X. Se lo dio un hombre al que nunca ha visto como un aliado, Skinner. Así que es un establecimiento interesante de una relación entre ellos». El productor J. P. Finn describió el episodio como una desviación de Carter de su trabajo usual ya que no se trataba de un tema relacionado con extraterrestres.

### Reparto y rodaje

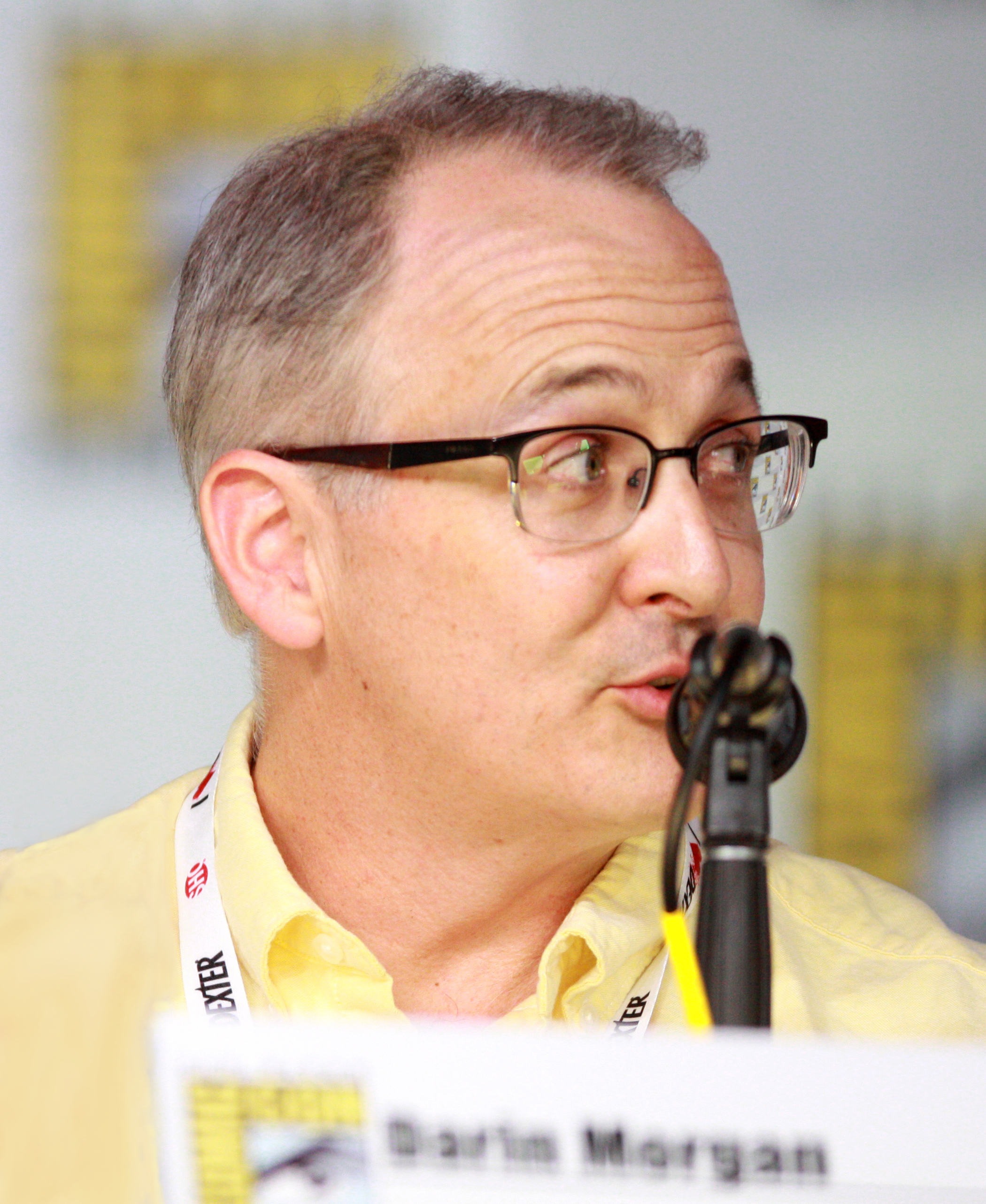
Darin Morgan, quien luego se convertiría en un escritor del programa, interpretó al mutante (llamado Flukeman en inglés).

El Flukeman, también conocido cariñosamente como «Flukey» por el elenco y el equipo, fue interpretado por Darin Morgan, hermano del productor ejecutivo Glen Morgan. Se convertiría en escritor del programa más adelante en la temporada. El traje del Flukeman usado por Morgan, que incluía pies en forma de aletas, lentes de contacto amarillos y dientes falsos, tardó seis horas en ponerse; este proceso finalmente se aceleró. Morgan usó el traje hasta 20 horas consecutivas durante el rodaje. Como resultado, se vio obligado a ir al baño mientras aún vestía el traje. Morgan rara vez estaba en el set sin estar completamente disfrazado, y recordó que cuando se encontró nuevamente con David Duchovny al unirse al equipo de guionistas de la serie, el actor no tenía idea de quién era, a pesar de haber disfrutado de una relación amistosa con el disfrazado Morgan anteriormente. El traje se disolvía en agua, lo que obligó al artista de efectos especiales Toby Lindala a reconstruir el traje cada día. Debido a que el traje no le permitía a Morgan respirar por la nariz, no podía comer mientras lo usaba. Carter describió al personaje como «la encarnación del sentido de vulnerabilidad de todos, la idea de algo que existe en el inframundo del sistema de alcantarillado y que, de hecho, podría llegar a morderte en el lugar menos elegante». La intención original era mostrar aún menos a Flukeman, pero algunos ángulos e iluminación terminaron revelando más del diseño de la criatura. Carter todavía sintió que ayudó a «volverse más espeluznante», ya que Flukeman no se muestra completamente hasta las escenas finales.
Las escenas de la planta de procesamiento de alcantarillado se rodaron en la planta de tratamiento de aguas residuales de la isla de Iona en Richmond, Columbia Británica. Las escenas de alcantarillado se rodaron en un pozo en el escenario del programa, con Carter utilizando a su padre, que trabajaba como obrero de la construcción, como consultor sobre cómo construirlo. Como no había ningún barco disponible para filmar las escenas iniciales en el carguero ruso, una subestación hidroeléctrica en Surrey, Columbia Británica, se adaptó a una sala de máquinas. Carter tuvo que pelear con el departamento de estándares de transmisión de Fox por la escena en la que una víctima vomita un gusano mientras se ducha. James Wong lo describió como la pieza de televisión más asquerosa jamás puesta al aire. A medida que el embarazo de Gillian Anderson se hacía más evidente, los productores comenzaron a filmar las escenas de Scully de una forma en la que quedarían disfrazadas, con «ángulos engañosos muy elegantes, gabardinas y escenas en las que ella está sentada en lugar de estar de pie».

## Recepción
«The Host» se estrenó en la cadena Fox el 23 de septiembre de 1994. Este episodio obtuvo una calificación Nielsen de 9.8, con una participación de 17, lo que significa que aproximadamente el 9,8 por ciento de todos los hogares equipados con televisión y el 17 por ciento de los hogares que miraban televisión sintonizaron el episodio. Fue visto por 9,3 millones de hogares.
El episodio recibió grandes elogios de los críticos. Entertainment Weekly le dio a «The Host» una excepcional A+, y señaló que era «un ejemplo refrescante de un episodio resuelto completa y satisfactoriamente, como una comida perfecta, aunque definitivamente no querrás comer durante este». El crítico Zack Handlen de The A.V. Club describió el episodio como «el primer archivo X realmente, realmente repugnante», y aunque consideró redundante la naturaleza «circular» de la trama, con la criatura regresando a las alcantarillas después de escapar, sintió que «The Host» «se sostiene debido a la irreconciliable fealdad de Flukeman, y porque continúa por el camino que “Little Green Men” empezó». En una visión más negativa, John Keegan de Critical Myth le dio al episodio 6/10, considerando que «por muy divertido que pueda ser este episodio, hay algunos lugares donde simplemente no cuadra», criticando elementos de escritura como la falta de resolución, la explicación de los orígenes de Flukeman y la introducción «de mano dura» de X. Un escritor del Vancouver Sun enumeró «The Host» como uno de los mejores episodios independientes del programa, diciendo que rompió la calidad de «Diversión de película B en el mejor de los casos» de la mayoría de los episodios independientes de The X-Files, diciendo que «gracias a sus efectos de maquillaje de calidad cinematográfica, escenarios claustrofóbicos y temas escalofriantes, este episodio escrito por Chris Carter no solo llevó el programa a nuevas alturas de terror y suspenso, sino que ofreció una nueva alternativa en la televisión de cable». «The Host» fue elegido más tarde para el DVD de 2008 The X-Files: Revelations, con ocho episodios que Chris Carter consideró «base esencial» para la película The X-Files: I Want to Believe. La trama del episodio también fue adaptada como novela para adultos jóvenes en 1997 por Les Martin.
El personaje de Flukeman también ha recibido elogios. Escribiendo para Den of Geek, John Moore incluyó a Flukeman como uno de sus «Mejores 10 villanos de X-Files», y escribió que «la idea de un mordedor del tamaño de un hombre corriendo por los desagües en una ciudad cercana a mí, luciendo como un gusano gigante con colmillos - siempre era probable que indujera una buena cantidad de movimiento de mejillas en el sofá». Zack Handlen de The A.V. Club describió a Flukeman como un monstruo «más que asqueroso» que «simplemente se ve mal», y agregó que «el simple hecho de su existencia es lo suficientemente horrible como para que no necesite hacer más». Connie Ogle de PopMatters clasificó al personaje entre los «mejores» monstruos de la semana, y lo describió como «algo así como el cartel de los villanos de XF de un chico», y considerando que «nunca los desechos tóxicos habían parecido tan peligrosos como cuando el gran tipo blanco y viscoso se desliza en la pantalla y comienza a atacar a las personas en las alcantarillas».